# Смит, Пол Аллен
Пол Аллен Смит (Paul Allen Smith, род. 12 марта 1960 года) — телеведущий, дизайнер, эксперт по садоводству. Также он является создателем и ведущим двух телепрограмм Garden Home и Garden to Table. Смит является одним из самых известных садоводов и экспертов в области дизайна в США, он распространяет свои труды несколькими способами, в том числе через средства массовой информации.
Неиссякаемое вдохновение позволило ему стать автором самой продаваемой серии книг «Garden Home», издателем которых является Кларксон Поттер (издательство Random House). Не менее известны и остальные труды, в которых читателю предлагается узнать об переделывании помещения в сад, о создании всевозможных букетов для квартиры и о ремесле. Не так давно была выпущена поваренная книга, в которой приведены сезонные рецепты из сада, вдохновение для которых придавало обилие продуктов со своего огорода.
Его получасовое шоу, показанное по нескольким каналам, охватывает различные сады многих районов США и Европы. Он рассказывает, как создать сад для отдыха, развлечения, столовой и так далее. Его дизайнерские работы и советы опубликованы во многих национальных журналах.
Смита часто приглашали на многие телевизионные передачи (CBS Early Show, программы канала The Weather Channel и другие), которые были посвящены обучению зрителей садоводству и методам проектирования.

## Жизнь и творчество
Пол Аллен Смит родился и вырос в Моррисон, штат Теннесси. Он является потомком людей, бережно относящихся к земле и всему живому. В 2009 году он стал основателем организации (Heritage Poultry Conservancy), которая занимается поддержкой и сохранением пород домашней птицы, находящейся под угрозой вымирания.
Обучаясь в колледже Хендрикс, Смит получил возможность изучения истории и дизайна сада в известном университете Манчестера.
По возвращении в Соединенные Штаты, вместе со своим братом он организовал небольшой бизнес, нацеленный на возрождение интереса к многолетним растениям. Он не боялся работы и любил её, поэтому не отказывался ни от одного предложения. Так он стал экскурсоводом и преподавателем садоводства, что и привело его впервые на телевидение.

## Дома
Отель, расположенный в историческом квартале Quapaw (штат Арканзас), является колониальным коттеджем эпохи Возрождения. Он окружен целой серией садов, оформленных по Смиту. Пол Аллен Смит, получив разрешение местной исторической комиссии, купил и перенес дом в пустынную местность размером в 1400 м2, для того чтобы проиллюстрировать свои 12 принципов дизайна, что и легло в основу его первой книги серии Garden Home.
Смит также обустроил Мосс Mountain Farm, также известная как The Retreat, расположенную на берегу реки Арканзас . Она включает в себя более 500 акров фермы, где центром является коттедж, построенный в греческом стиле. За коттеджем находится поле для крокета, обрамленная летняя кухня и художественная студия. В саду имеется фонтан, разделяющий его на два сектора. В одном, находятся многочисленные смеси однолетних и многолетних трав, роз, кустарников и декоративных растений. В другой стороне находятся сады с яблонями, черникой и прочими плодовыми деревьями. А каждую весну в этом саду можно увидеть более 275000 цветущих нарциссов. Имеются также различные хозяйственные постройки и пастбища.